# Pico Veleta

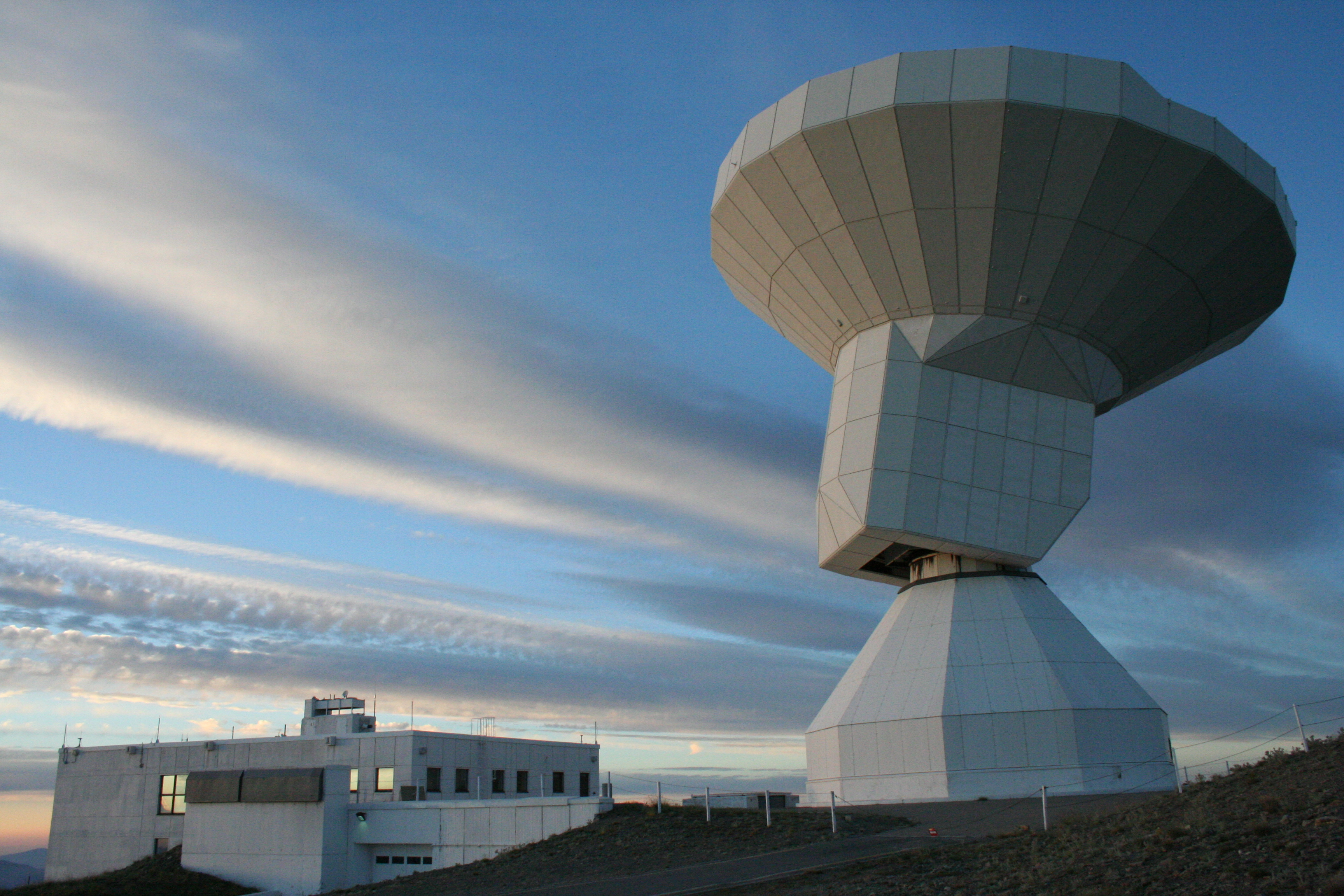
IRAM 30-m telescoop

De Pico Veleta is een 3.396 meter hoge berg in de provincie Granada in Spanje. De top is, na de Mulhacén, het hoogste punt van de Sierra Nevada en de op drie na hoogste berg van Spanje. 
Er ligt een verharde weg tot enkele meters onder de top, maar deze is al sinds jaren, op ongeveer 2.500 meter hoogte, afgesloten voor gemotoriseerd verkeer, waardoor deze weg niet meer als hoogste weg van Europa gerekend kan worden. De weg, die vanaf Cenes de la Vega komt, is bij autofabrikanten onverminderd populair voor het testen van nieuwe modellen, die doorgaans zwaar gecamoufleerd meermalen op en neer rijden.
Op de flanken van de berg bevindt zich het wintersportcentrum Solynieve (Spaans: Sol y nieve = zon en sneeuw), vanwaar ook skiliften naar de top gaan.
Op een hoogte van 2.850 meter, bevindt zich de IRAM 30-meter telescoop